# A Day to Remember
A Day to Remember (gekürzt ADTR) ist eine 2003 gegründete Post-Hardcore-Band aus Ocala, Florida. Gründungsmitglieder sind Schlagzeuger Bobby Scruggs und Leadgitarrist Tom Denney. Nach mehreren Besetzungswechseln besteht die Band aus Sänger Jeremy McKinnon, Rhythmusgitarrist Neil Westfall, Leadgitarrist Kevin Skaff und Schlagzeuger Alex Shelnutt. A Day to Remember sind für ihren Stil bekannt, welcher Elemente des Pop-Punk und Metalcore miteinander vermischt, auch bekannt unter dem Genrenamen „Easycore“.
Zwei ihrer veröffentlichten Alben, Homesick sowie What Separates Me from You, wurden inzwischen mit einer goldenen Schallplatte ausgezeichnet, ebenso wie die Lieder If It Means a Lot to You und The Downfall of Us All.

## Bandgeschichte

### Gründung und DebütalbumAnd Their Name Was Treason
Nachdem die Musiker zuvor in verschiedenen Bands in und im Umland von Ocala, Florida gespielt hatten, fanden im Jahr 2003 Sänger Jeremy McKinnon, die beiden Gitarristen Tom Denney und Neil Westfall, Bassist Joshua Woodard und Schlagzeuger Bobby Scruggs zusammen und gründeten die Band A Day to Remember. Kurz nach der Gründung spielte die Gruppe mehr als 200 Konzerte innerhalb des ersten Jahres und machte damit erstmals von sich reden. Mit Halos for Heros, Dirt for the Dead erschien ein Jahr später eine EP in Eigenproduktion, welche auf Konzerten der Band verkauft wurde.
Im Februar 2005 unterzeichnete A Day to Remember ihren ersten Plattenvertrag bei der US-amerikanischen Plattenfirma Indianola Records, durch die noch im selben Jahr das Debütalbum And Their Name Was Treason herausgegeben wurde. Alleine durch Mundpropaganda wurde das Album 8.000-mal verkauft. Noch im selben Jahr kam ein erster Kontakt mit Offiziellen des Punk-Labels Victory Records zustande.

### Unterschrift bei Victory Records undFor Those Who Have Heart
Im August 2006 unterzeichnete A Day to Remember schließlich einen Plattenvertrag bei Victory Records und ging mit ihrem neuen Schlagzeuger Alex Shelnutt, welcher Bobby Scruggs ersetzte, in die Zing Studios, um ihr zweites Studioalbum aufzunehmen, welches For Those Who Have Heart heißt und im Januar 2007 auf den Markt kam. Im September gleichen Jahres veröffentlichte die Gruppe auf ihrer MySpace-Seite eine Coverversion des Liedes Since U Been Gone von Kelly Clarkson. Dieses Lied erschien auf der Neuauflage des Albums For Those Who Have Heart, welches im Februar 2008 erschien. Im Oktober 2008 wurde auch And Their Name Was Treason unter dem Namen Old Record neu aufgelegt.
Im Januar 2008 spielte die Band erstmals im Vereinigten Königreich und war erstmals in der Kategorie Bester Internationaler Newcomer bei den Kerrang! Awards nominiert, musste aber der Band Black Tide den Vortritt überlassen. Kurz darauf spielte die Band auf einer längeren Konzertreise mit Silverstein und auf mehreren Musikfestivals wie dem Bamboozle, dem Download-Festival und der Warped Tour. Kurz vor dem Auftritt auf dem Download-Festival spielte A Day to Remember zusammen mit The Devil Wears Prada und Alesana. Mitte des Jahres folgte die Easycore Tour in den Vereinigten Staaten mit New Found Glory, Four Year Strong und Crime in Stereo.

### Homesickund der Ausstieg von Tom Denney
Nach der Wiederveröffentlichung ihres Debütalbums And Their Name Was Treason im Oktober 2008 unter dem Namen Old Record bezogen die Musiker das Aufnahmestudio, um ihr drittes Album einzuspielen. Dieses heißt Homesick und stieg nach seiner Erscheinung im Februar 2009 postwendend auf Platz 21 in den offiziellen Albumcharts in den Vereinigten Staaten ein. Außerdem nahm das Rolling Stone das Album in ihre Bestenliste der besten 40 Alben des Monats auf Platz 21 auf. Zudem verkaufte sich das Album bis Juli 2010 knapp 200.000-mal alleine in den Staaten. Inzwischen erhielt das Album Gold in den USA und Silber im Vereinigten Königreich. Im März 2009 erschien die zweite Ausgabe der Punk-Goes-Pop-Kompilation über Fearless Records, wo die Band mit einem Cover des Liedes Over My Head (Cable Car) von The Fray zu hören ist.
Im Dezember 2008 spielte A Day to Remember mit Suicide Silence, Confession und The Acacia Strain im Vorprogramm von Parkway Drive erstmals in Australien. Nach einer weiteren Tournee durch das Vereinigte Königreich folgte im Februar 2009 eine Konzertreise auf dem europäischen Festland. Von März bis Mai tourte die Band mit The Devil Wears Prada, Sky Eats Airplane und Emarosa. Vor dieser Konzertreise brach sich Tom Denney das Handgelenk, sodass er durch Kevin Skaff, welcher zu dieser Zeit bei Four Letter Lie aktiv war, vorübergehend an der Gitarre ersetzt wurde. Im Juni verließ Denney schließlich die Band, um sich auf seine Hochzeit, seine Familie und seine Karriere als Musikproduzent konzentrieren zu können. Denney wurde durch Skaff ersetzt, welcher kurz zuvor noch für Denney eingesprungen war. Es folgte eine weitere Konzertreise im Vereinigten Königreich mit For the Fallen Dreams, sowie Auftritte auf dem Download-Festival und die Warped Tour im Sommer. Im August und September folgten Tourneen in Australien, Neuseeland und Asien. Auch war ein Auftritt auf den Reading and Leeds Festivals geplant. Allerdings wurden diese Auftritte aufgrund eines Krankenhausaufenthaltes von Neil Westfall abgesagt. Im Oktober und November spielte die Band eine Tournee im Vereinigten Königreich und Europa mit August Burns Red und Bring Me the Horizon.
Tom Denney arbeitete trotz seines Ausstieges zusammen mit der Band an neuem Liedmaterial.

### What Separates Me from Youund Rechtsstreit mit Victory Records

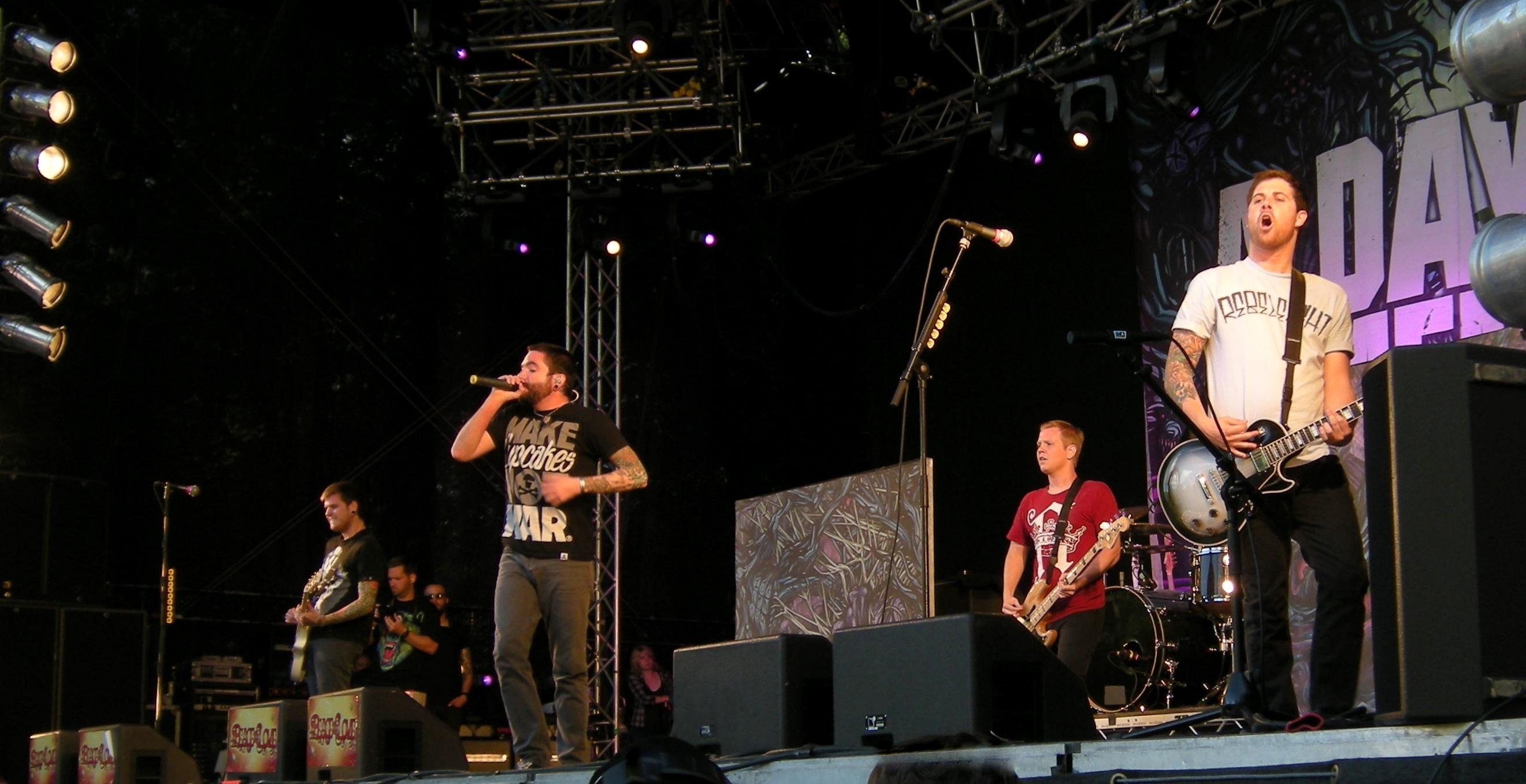
A Day to Remember spielen auf dem Peace & Love in Borlänge, Schweden, 2010

Anfang des Jahres 2010 spielte A Day to Remember auf dem Soundwave Festival in Australien. Im März 2010 folgte eine Tournee im Vereinigten Königreich mit Architects und Your Demise. Im Anschluss folgte eine Nordamerika-Tournee mit August Burns Red, Silverstein, Enter Shikari und Go Radio.
Am 14. Juli 2010 wurde ein Musikvideo zu Have Faith in Me, einer Single-Veröffentlichung aus dem Album Homesick, auf MTV erstmals gezeigt. Laut einer Mitteilung von Victory Records sollte das inzwischen vierte Studioalbum, welches What Separates Me from You heißt, am 26. Oktober 2010 veröffentlicht werden. Allerdings verzögerte sich die Veröffentlichung um mehrere Wochen, sodass das Album erst am 16. November herausgebracht wurde. Fünf Tage vor der Herausgabe des Albums wurde angekündigt, dass A Day to Remember auf der Warped Tour im Sommer kommenden Jahres spielen werden. Das Album stieg in den US-amerikanischen und britischen Albumcharts ein. Wie Homesick erreichte auch What Separates Me from You Gold in den Vereinigten Staaten. Am 6. Januar 2011 wurde ein Musikvideo zum Lied All I Want veröffentlicht, in dem mehrere bekannte Szene-Musiker, darunter Vic Fuentes, Tim Lambesis, Pete Wentz und Dallas Taylor, einen Gastauftritt haben. Fünf Tage später hatte die Band ihr offizielles Fernsehdebüt, als sie ihre Songs All I Want und Better Off This Way live bei Jimmy Kimmel Live! präsentierte. Vor dem Auftritt auf der Warped Tour im Sommer absolvierte A Day to Remember eine Tournee mit Bring Me the Horizon, Pierce the Veil und We Came as Romans. Am 7. Juni 2011 wurde mit All Signs Point to Lauderdale ein weiteres Musikvideo veröffentlicht.
Am 15. Dezember 2011 wurde bekannt, dass A Day to Remember Victory Records wegen Vertragsbruch verklagen wollen. Eine Klage wurde bereits im Mai seitens der Band erhoben, da das Label der Band mehr als 75.000 Dollar Lizenzgebühren schuldeten. Victory Records hingegen gab in einem Statement bekannt, dass der Inhalt des Streites in der Tatsache liege, dass die Band entgegen dem Plattenvertrag – welcher über fünf Alben abgeschlossen wurde – handele und stattdessen bei einem Majorlabel unterkommen wolle.

“A Day To Remember would like to make it clear that they did not announce nor seek any attention regarding their ongoing suit with Victory Records. This information has been public record since May of 2011 and they have no intention of speaking publicly or disparagingly regarding their disagreement with Victory. A Day To Remember will continue to release music for their fans and are looking forward to touring in 2012.”

„A Day to Remember möchten hiermit klarstellen, dass sie nichts veröffentlicht haben oder Aufmerksamkeit suchen bezüglich ihres laufenden Rechtsstreites mit Victory Records. Diese Information kursierte bereits seit Mai 2011 in der Öffentlichkeit und die Band habe nicht die Absicht öffentlich oder abwertig über ihre Meinungsverschiedenheit mit Victory zu sprechen. A Day to Remember werden weiterhin Musik für ihre Anhänger veröffentlichen und sehen weiteren Tourneen im Jahr 2012 entgegen.“

A Day to Remember spielte Anfang Januar 2012 eine Konzertreise mit Rise Against in den Vereinigten Staaten, welche sich über zwei Tourabschnitte, die von Auftritten in Australien und Neuseeland unterbrochen wurde, erstreckte. Am 27. Februar 2012 erschien mit 2nd Sucks die inzwischen vierte Singleauskopplung des Albums What Separates Me from You.

### Common Courtesy

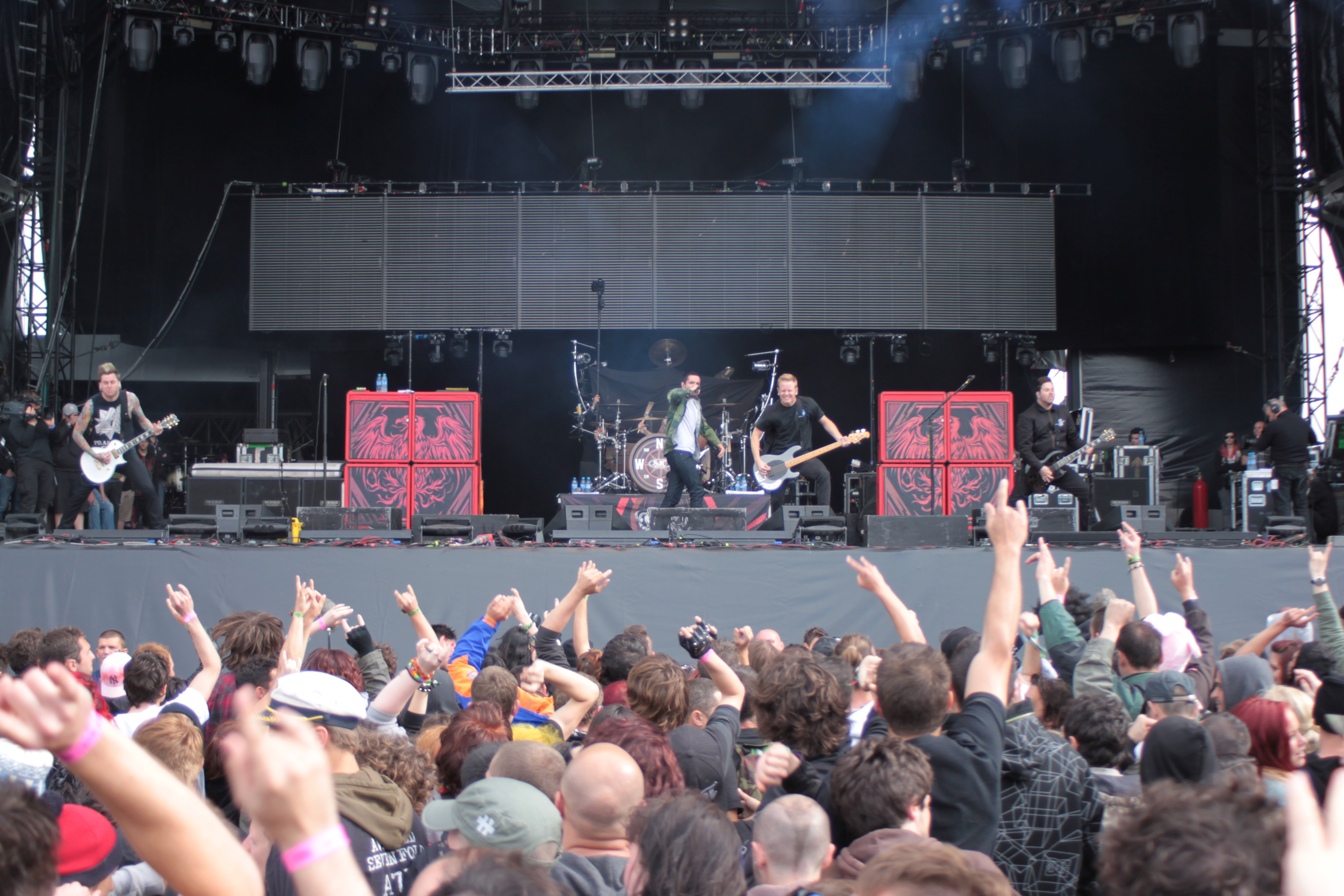
A Day to Remember auf dem Hellfest in Clisson, Frankreich, 2013.

Am 8. Mai 2012 gaben die Musiker bei einem Konzert in New Jersey bekannt, dass das neue Album Common Courtesy heißen würde. Am 3. Dezember des gleichen Jahres schaltete die Band einen Countdown auf der offiziellen Homepage, welche am 21. Dezember endete. Nach dem Ende des Countdowns wurde mit Violence (Enough is Enough) ein neues Lied veröffentlicht. Am 21. Januar 2013 kündigte A Day to Remember erste Informationen zur Right Back At It Again Tour an. Im März gaben die Musiker an, dass das Album kurz vor der Vollendung stehe und demnächst gemixt würde.

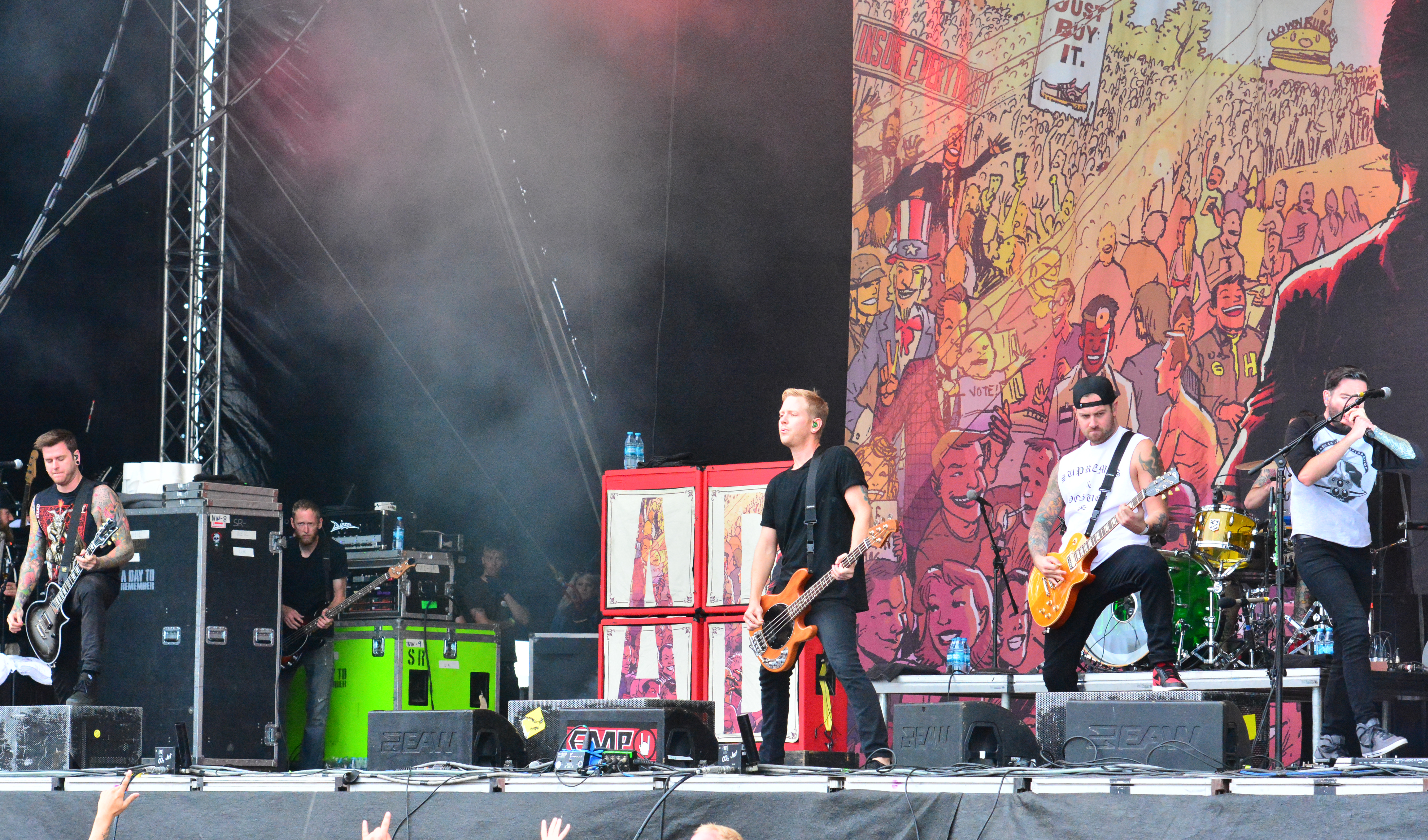
A Day to Remember spielen auf dem Elbriot in Hamburg, 2014.

Ende März 2013 wurde die Right Back At It Again Tour offiziell angekündigt. Auf jedem Konzert wurde das gleichnamige Lied, welches auf Common Courtesy zu finden sein würde, gespielt. In einem Interview mit einem lokalen Radiosender im April hieß es, dass die Musiker einen Veröffentlichungszeitraum im Blick habe, aber derzeit nichts bekanntgeben könne. Auch könne die Band nicht sagen, ob das Album bei Victory Records veröffentlicht werden würde, da im Rechtsstreit zu diesem Zeitpunkt keine Einigung gefunden werden konnte. Im August wurde das Album schließlich für den 8. Oktober 2013 angekündigt. Nur wenige Tage vor der offiziellen Veröffentlichung gewannen die Musiker die Rechte, das Album selbständig veröffentlichen zu dürfen, auch wenn die Gruppe Victory Records laut Plattenvertrag noch zwei weitere Alben schulde.

“The only thing [they; Victory Records] held above us was the right to put out this album and we won the right to put it out ourselves […] Now it can go to a jury and good luck having a jury of random people agree that two live albums that are sold separately not count as an album, good luck with that.”

„Obwohl wir das Recht gewonnen haben das Album selbständig zu veröffentlichen, hielten sie [Victory Records] uns vor, das Album veröffentlichen zu dürfen […] Nun kann alles vor einer Jury gehen und viel Glück, dass eine Jury bestehend aus verschiedensten Leuten euch zustimmen, dass zwei Live-Alben, die separat verkauft wurden, nicht als Alben zählen, viel Glück damit.“

Das Album wurde am 8. Oktober 2013 selbständig zunächst auf digitaler Ebene veröffentlicht. Am 15. November 2013 erfolgte eine Veröffentlichung des Albums als Tonträger über das eigens von der Band gegründete Label ADTR Records. Das Album stieg international in den Charts ein, darunter erstmals in Deutschland und Österreich. Im April des Jahres 2014 hieß es, dass Common Courtesy allein in den Vereinigten Staaten 190.000-mal verkauft wurde. Im Januar und Februar 2014 spielte die Band eine Tournee durch das Vereinigte Königreich und Europa. Im September und Oktober 2014 folgte eine Tournee mit Bring Me the Horizon, Motionless in White und Chiodos. Außerdem spielte die Band zwei Konzerte mit blink-182, bei der die Band erstmals mit Matt Skiba auftrat.

### Bad Vibrations
Am 30. September 2015 gab Rhythmusgitarrist Neil Westfall in einem Interview mit Ultimate Guitar bekannt, an neuem Material zu arbeiten, jedoch ohne dabei ein potenzielles Datum für eine Veröffentlichung zu nennen.
A Day to Remember waren im Dezember 2015 Co-Headliner der Big Ass Tour mit The Amity Affliction, Motionless in White und Hands Like Houses in Australien und Neuseeland. Am 9. März 2016 erschien mit Paranoia das erste Lied aus dem sechsten Studioalbum, welches zu dem Zeitpunkt noch nicht angekündigt wurde, über Beats 1 erstmals gespielt. Aufgenommen wurde das Lied von Bill Stevenson, Musiker bei Descendents und ALL. Zwei Tage später wurde Paranoia offiziell mitsamt Musikvideo veröffentlicht. Am 2. Juni 2016 wurde mit Bad Vibrations das zweite Lied des Albums, welches ebenfalls Bad Vibrations heißt, veröffentlicht. Das Album wurde ursprünglich für den 12. August 2016 angesetzt, wurde jedoch auf den 2. September verschoben.
Im Oktober 2021 verließ Bassist Joshua Woodard die Band aus persönlichen Gründen, nachdem zuvor Missbrauchsvorwürfe auf sozialen Medien gegen ihn aufgekommen waren.

## Trivia
Einige Titel und Texte der Band zitieren verschiedene Filme. Als Beispiele wären die Titel 1958, Sound the Alarm und I’m Made of Wax, Larry, What Are You Made Of? zu nennen, die zitierten Filme sind hierbei Der blutige Pfad Gottes, Shaun of the Dead und Nachts im Museum. In dem Video-Clip zum Song All I Want sind viele moderne Metalcore-Bands, wie zum Beispiel August Burns Red, Silverstein, Parkway Drive, Bring Me the Horizon, Trivium und As I Lay Dying zu sehen.

## Stil
A Day to Remember vereinigt die höchst ungleichen Genres Pop-Punk und Metalcore. Hierbei wechseln sich Klar- und gutturaler Gesang, Pop-Punk Melodien und Breakdowns, wie man sie aus dem Metalcore Genre kennt, ab. Frontman Jeremy McKinnon äußerte sich hierzu wie folgt:

“It’s weird. See, it’s funny because we have been doing this for so long. When we started, this shit was not cool. Everyone told us mixing the two genres wouldn't work. Hell, a lot of people still feel that way. We've just always played what we wanted to hear, and to be honest people weren't doing it back then. We loved pop punk, we loved hardcore bands, and we couldn't decide what to be. So we said fuck it. Let’s do them both.”

„Es ist seltsam. Es ist komisch weil wir das bereits so lange machen. Als wir anfingen war dieses Zeug noch nicht cool. Jeder sagte uns die zwei Genres zu mischen würde nicht funktionieren. Verdammt, viele Leute denken immer noch so. Wir haben nur schon immer das gespielt was wir hören wollten, und um ehrlich zu sein haben die Leute das früher nicht gemacht. Wir liebten Pop-Punk, wir liebten Hardcore-Bands, und wir konnten uns nicht entscheiden, was wir sein wollen. Also sagten wir Scheiß drauf. Machen wir beides.“

## Diskografie
Studioalben

| Jahr | Titel Musiklabel                             | Höchstplatzierung, Gesamtwochen, AuszeichnungChartplatzierungen (Jahr, Titel, Musiklabel, Platzierungen, Wochen, Auszeichnungen, Anmerkungen) | Höchstplatzierung, Gesamtwochen, AuszeichnungChartplatzierungen (Jahr, Titel, Musiklabel, Platzierungen, Wochen, Auszeichnungen, Anmerkungen) | Höchstplatzierung, Gesamtwochen, AuszeichnungChartplatzierungen (Jahr, Titel, Musiklabel, Platzierungen, Wochen, Auszeichnungen, Anmerkungen) | Höchstplatzierung, Gesamtwochen, AuszeichnungChartplatzierungen (Jahr, Titel, Musiklabel, Platzierungen, Wochen, Auszeichnungen, Anmerkungen) | Höchstplatzierung, Gesamtwochen, AuszeichnungChartplatzierungen (Jahr, Titel, Musiklabel, Platzierungen, Wochen, Auszeichnungen, Anmerkungen) | Anmerkungen                                                                              |
| Jahr | Titel Musiklabel                             | DE | AT | CH | UK | US | Anmerkungen                                                                              |
| ---- | -------------------------------------------- | --- | --- | --- | --- | --- | ---------------------------------------------------------------------------------------- |
| 2005 | And Their Name Was Treason Indianola Records | — | — | — | — | — | Erstveröffentlichung: 10. Mai 2005 Wiederveröffentlichung im Oktober 2008 als Old Record |
| 2007 | For Those Who Have Heart Victory Records     | — | — | — | — | — | Erstveröffentlichung: 22. Januar 2007                                                    |
| 2009 | Homesick Victory Records                     | — | — | — | UK— GoldUK | US21 Gold · (21 Wo.)US | Erstveröffentlichung: 3. Februar 2009 Verkäufe: + 740.000                                |
| 2010 | What Separates Me from You Victory Records   | — | — | — | UK66 Silber · (1 Wo.)UK | US11 Gold · (17 Wo.)US | Erstveröffentlichung: 15. November 2010 Verkäufe: + 560.000                              |
| 2013 | Common Courtesy Eigenverlag                  | DE48 (1 Wo.)DE | AT40 (1 Wo.)AT | — | UK57 (1 Wo.)UK | US37 (15 Wo.)US | Erstveröffentlichung: 8. Oktober 2013                                                    |
| 2016 | Bad Vibrations Eigenverlag                   | DE7 (3 Wo.)DE | AT7 (2 Wo.)AT | CH17 (1 Wo.)CH | UK6 (2 Wo.)UK | US2 (4 Wo.)US | Erstveröffentlichung: 2. September 2016                                                  |
| 2021 | You’re Welcome Fueled by Ramen               | DE7 (2 Wo.)DE | AT12 (1 Wo.)AT | CH87 (1 Wo.)CH | UK36 (1 Wo.)UK | US15 (1 Wo.)US | Erstveröffentlichung: 5. März 2021                                                       |
| 2025 | Big Ole Album, Vol. 1 Fueled by Ramen        | DE44 (1 Wo.)DE | AT56 (1 Wo.)AT | — | — | US155 (2 Wo.)US | Erstveröffentlichung: 21. Februar 2025                                                   |

## Bandmitglieder

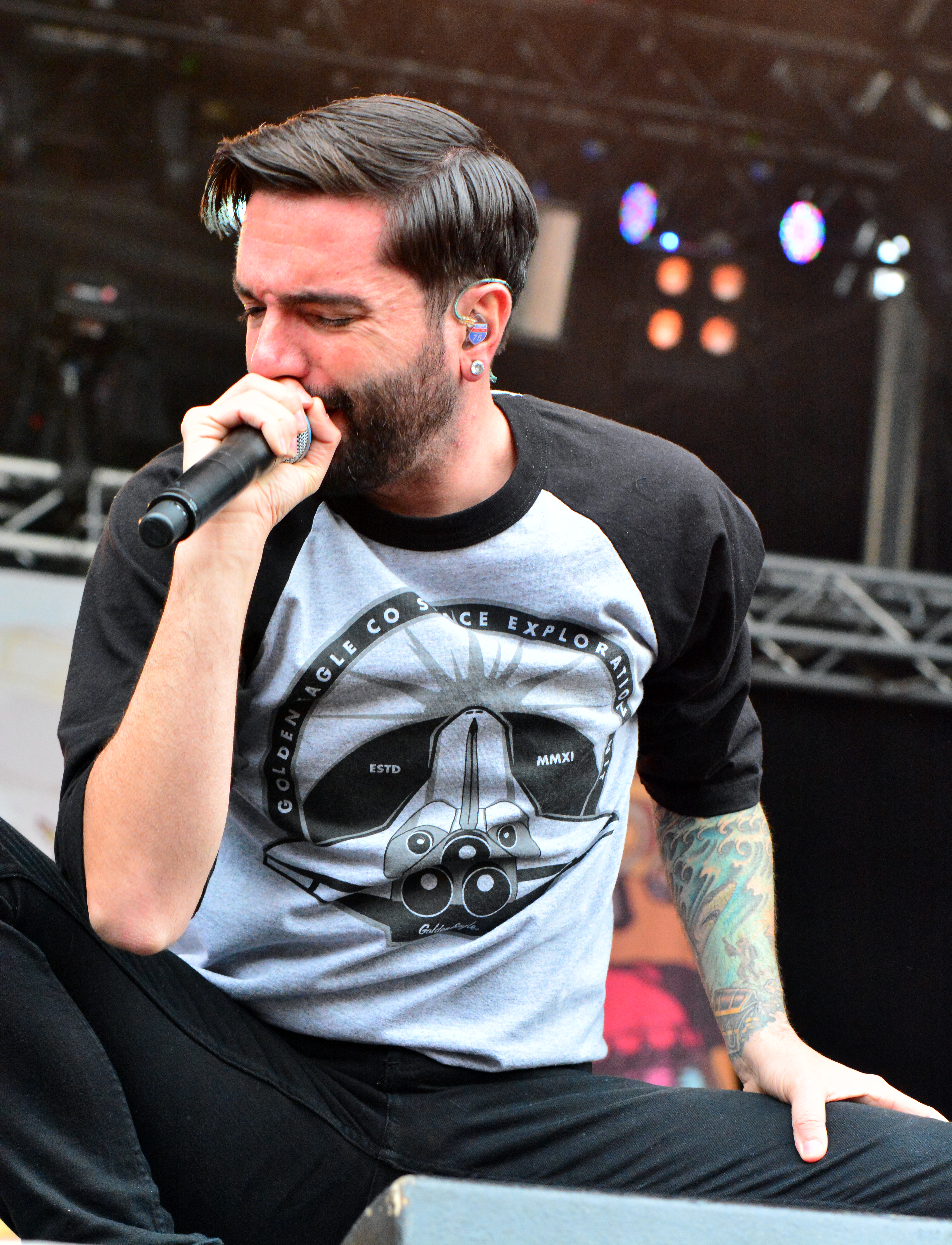
Jeremy McKinnon beim Elbriot 2014
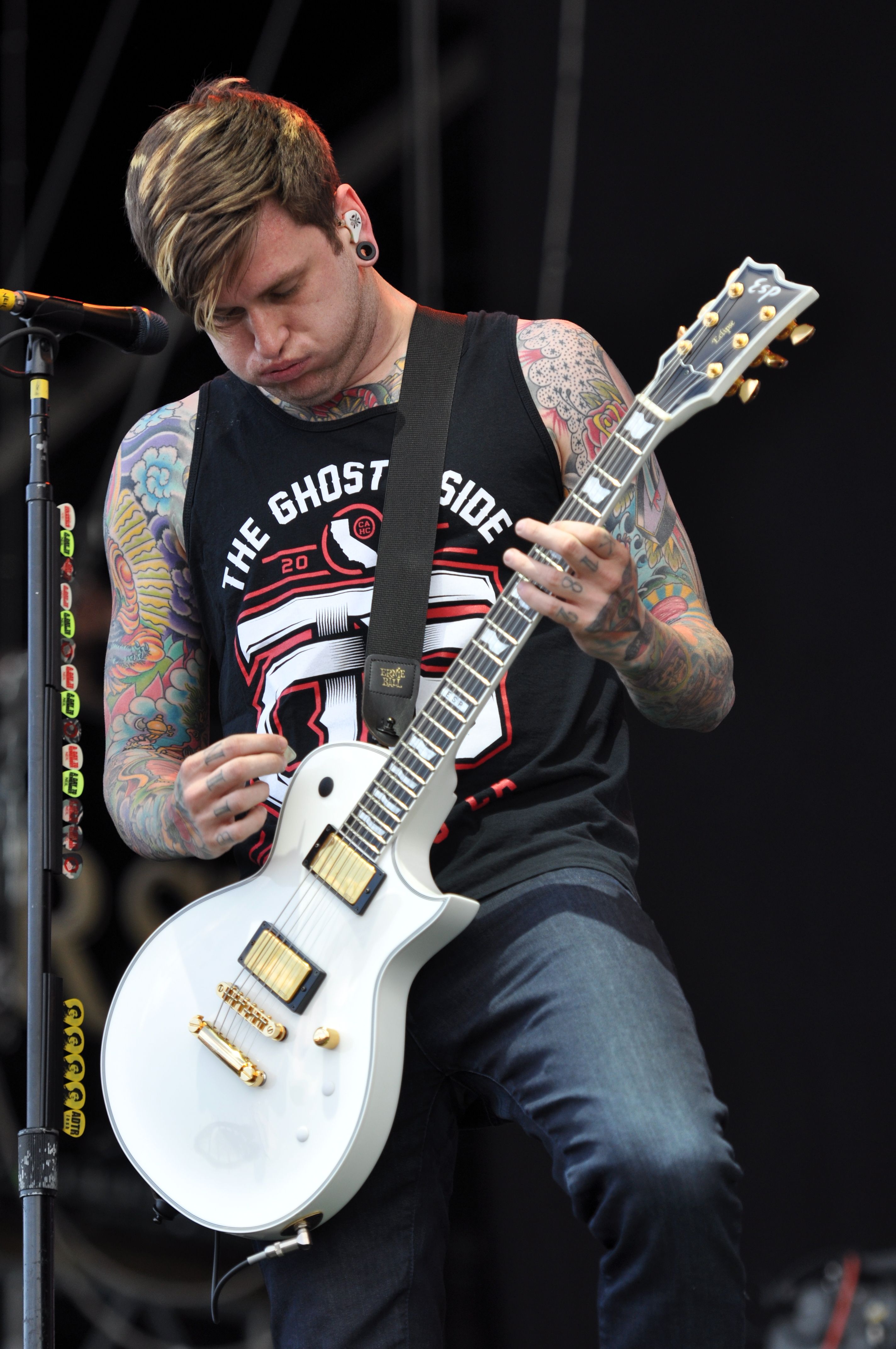
Neil Westfall
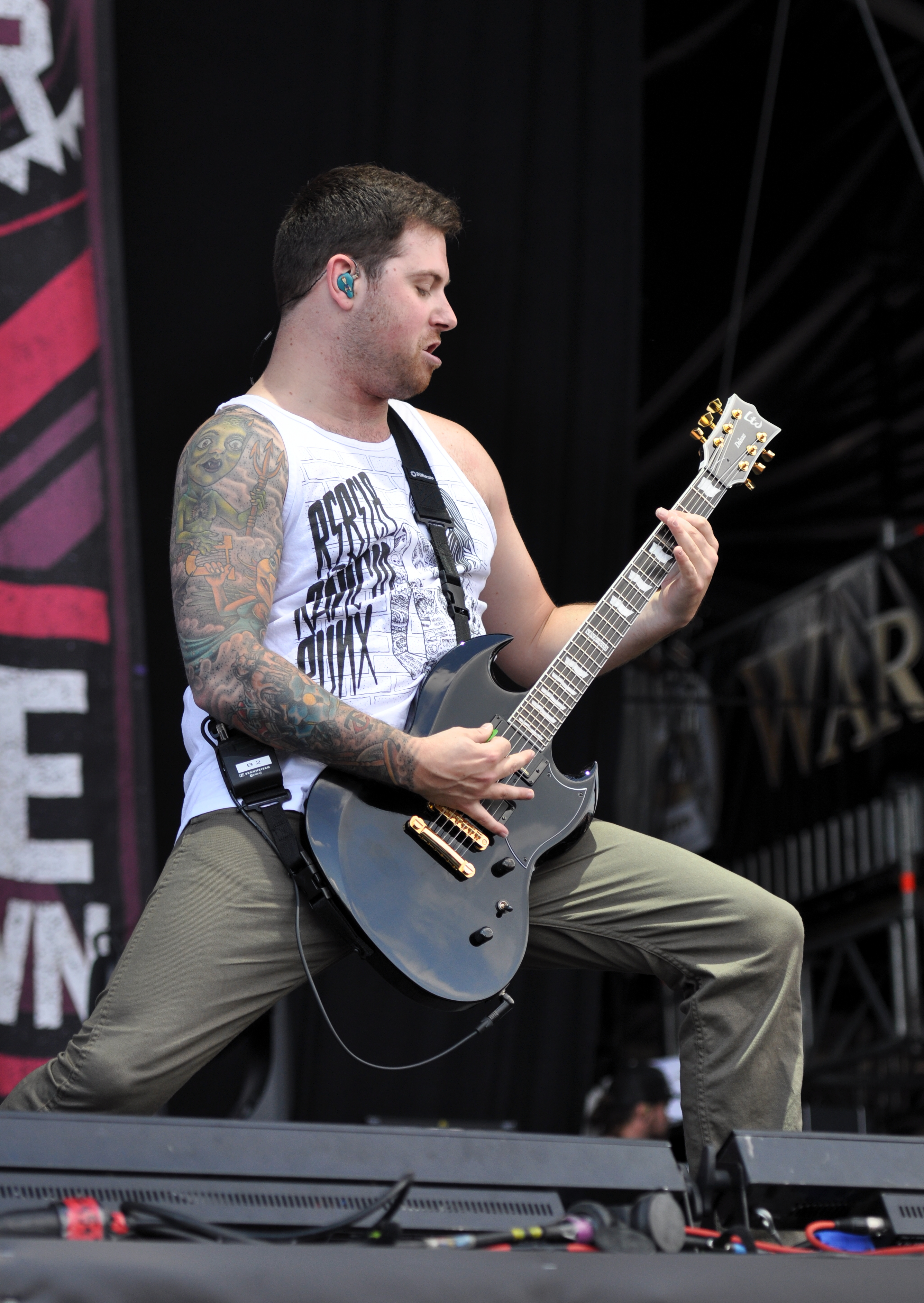
Kevin Skaff
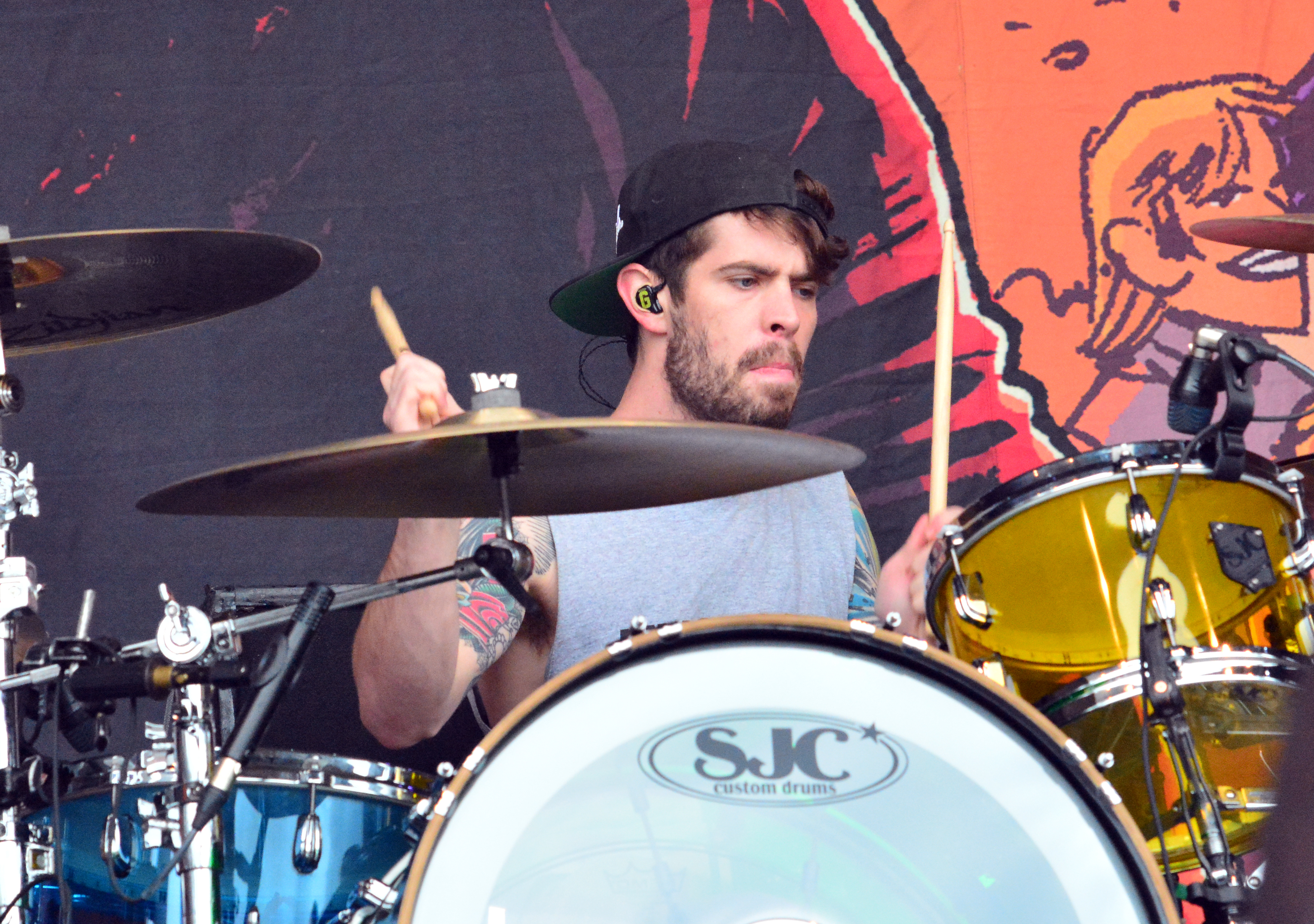
Alex Shelnutt